# Seversky 2PA
Северский 2PA (англ. Seversky 2PA) — американский двухместный истребитель.

## История создания
Seversky 2PA был создан как двухместный истребитель на основе P-35 и фирмой-разработчиком он позиционировался как «конвойный» самолёт сопровождения бомбардировщиков. Экипаж состоял из пилота и стрелка, которые находились в одной кабине с общим фонарём. Конструкция самолёта представляла собой цельнометаллический моноплан с низкорасположенным крылом и убирающимися основными стойками шасси. Для достижения большой дальности полёта практически весь внутренний объём крыла занимали топливные баки. Для снижения лобового сопротивления самолёта разработчики отказались от традиционной в то время турели башенного типа, стрелок и пулемётная турель закрывались застекленным обтекателем, являвшимся продолжением фонаря кабины. При необходимости стрелок мог, освободив замок, повернуть обтекатель вокруг его продольной оси, спрятать его в фюзеляж и начать стрельбу.
Изначально в конструкцию были заложены большие возможности по модернизации. В зависимости от пожеланий заказчика можно было установить двигатели различной мощности — от 400 до 1200 л. с., за счёт замены законцовок крыла могла быть изменена площадь несущей поверхности. Большинство указанных конструктивных изменений можно было осуществить в полевых условиях. В результате, помимо основного назначения — истребитель сопровождения, самолёт мог быть быстро модифицирован в лёгкий бомбардировщик, дальний разведчик или учебно-тренировочный самолёт.
Но армейское руководство США отказалось от закупки 2PA так как из-за появления скоростных бомбардировщиков возобладало мнение, что они не нуждаются в истребителях прикрытия. Хотя позже эта точка зрения была признана ошибочной.

## Модификации

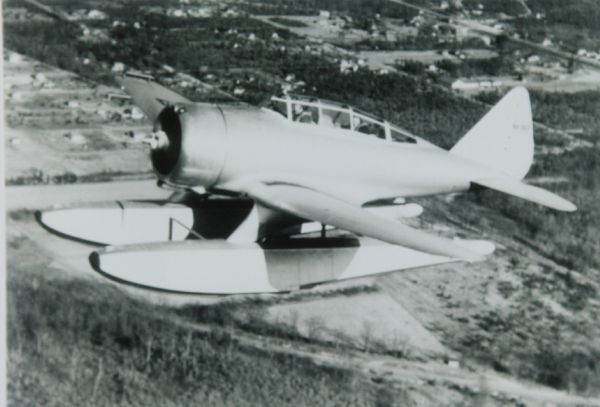
Seversky 2PA-A

- 2PA-202 — демонстрационный самолёт.
- 2PA-L — для поставки в СССР.
- 2PA-A — с колёсно-поплавковым шасси.
- 2PA-B — демонстрационный самолёт.
- 2PA-BX — демонстрационный самолёт.
- A8V1 — для ВВС Императорского флота Японии (фирменное обозначение 2PA-B3).
- B 6 — пикирующий бомбардировщик для ВВС Швеции (фирменное обозначение 2PA-204).
- AT-12 «Guardsman» — тренировочный самолёт Воздушного корпуса Армии США.

## Эксплуатанты
СССР — 2 самолёта.
 Япония — 20 самолётов.
 Швеция — 2 самолёта.
 США — 50 самолётов.

## Эксплуатация

### В СССР
Большая для истребителя дальность полёта привлекла внимание советских специалистов. В начале 1937 года советское торговое представительство в США «Амторг» по поручению 1-го Главного управления наркомата оборонной промышленности обратилось в «Seversky Aero Corp.» с предложением продать два самолёта 2PA и права на их производство в СССР за 780 тысяч долларов. Правительство США, заинтересованное в развитии торговли с СССР, одобрило договор, согласно которому изготавливались две модификации самолёта — 2PA-L (заводской №R-189M) с обычным колёсным шасси и 2PA-A (заводской №NX1307) с колёсно-поплавковым. Но, в то же время, запретило устанавливать на экспортные самолёты новейший авиадвигатель Pratt & Whitney R-2800 мощностью 1000 л. с. Вместо него самолёты снабдили менее мощным мотором Wright R-1820 (750 л. с.).
14 марта 1938 года первый самолёт (с колёсным шасси) поступил в НИИ ВВС СССР, испытывать машину поручили лётчику-испытателю С. П. Супруну. Помимо полётов для замера лётных характеристик проводились учебные бои с советскими самолётами И-16 и Р-10. В ходе испытаний 2PA-L высокую оценку получили пилотажные свойства самолёта. А во время учебных боёв он продемонстрировал явное превосходство не только над Р-10, но и над значительно более лёгким И-16 с двигателем похожей мощности (применявшийся в учебных боях И-16 тип 5 имел мотор М-25 мощностью 700 л. с.). Несмотря на отличные лётные качества, 2PA не был рекомендован военными к серийному производству в СССР. При испытаниях была выявлена недостаточная проработка вооружения и винто-моторной группы, а также наличие уязвимых топливных баков в крыльях.
Второй самолёт, 2PA-A, также по итогам испытаний не был рекомендован к производству.
В книге «Sever the Sky: Evolution of Seversky Aircraft», приводятся отрывочные сведения о том, что якобы компания «Seversky Aero Corp.» планировала через СССР поставлять 2PA Республиканским войскам в Испанию, но точного подтверждения этому нет.

### В Швеции

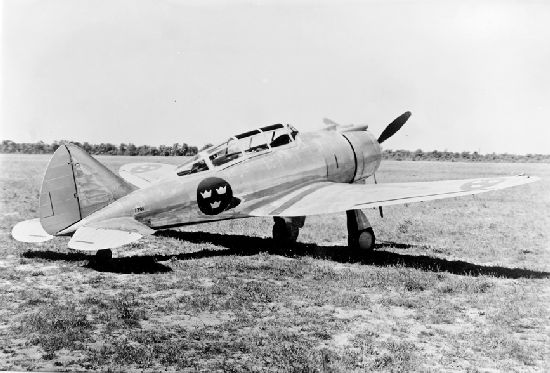
B 6 ВВС Швеции

Так как армия США не проявила интерес к самолёту, в 1938 году глава фирмы Александр Прокофьев-Северский решил сделать ставку на экспорт и во второй половине года вывез два демонстрационных 2PA для показа в Европе. Были проведены демонстрационные полёты в Великобритании (один из самолётов пилотировал сам Прокофьев-Северский и серьёзно повредил машину во время посадки), Франции, Польше и Норвегии, но, хотя результата они не принесли, желание приобрести 2PA в варианте пикирующего бомбардировщика высказала Швеция, которая на тот момент уже закупала другую модель производства компании «Seversky Aero Corp.» — P-35 (шведское обозначение — J 9).
Всего Швеция заказала 52 самолёта модификации 2PA-204, которые получили внутреннее шведское обозначение B 6. Но из них поставлены были только две машины так как в июне 1940 года США ввёл эмбарго на продажу авиатехники в зарубежные страны, кроме Великобритании.

### В Японии

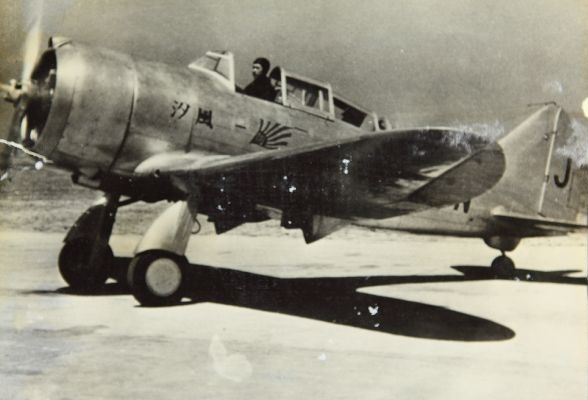
A8V1 редакции газеты «Asahi Shimbun»

После начала войны в Китае японская бомбардировочная авиация начала нести ощутимые потери и назрела необходимость в истребителях прикрытия. Но существующие на тот момент лёгкие палубные истребители Mitsubishi A5M не имели достаточной дальности полёта, а перспективные разработки ещё не вышли из стадии испытаний. Поэтому японское руководство приняло решение приобрести подходящий самолёт за рубежом.
Выбор пал на фирму «Seversky», которая остро нуждалась в покупателях. В Японию самолёты попали через Сиам, с которым «Seversky» заключил фиктивную сделку, что позднее послужило одной из причин отстранения Прокофьева-Северского от руководства фирмой так как США рассматривала Японию как потенциального противника.
2PA в Японии получил обозначение Морской двухместный истребитель тип S или A8V1, а американское командование присвоило ему кодовое название «Dick» как самолёту, который мог быть задействован против сил союзников. Как истребитель A8V1 использовался до 1940 года, при этом показав недостаточную для современной воздушной войны скороподъёмность и манёвренность. В дальнейшем некоторое время самолёт применялся как тактический разведчик, после — как тренировочный самолёт и в 1942 году был выведен из состава авиации флота.

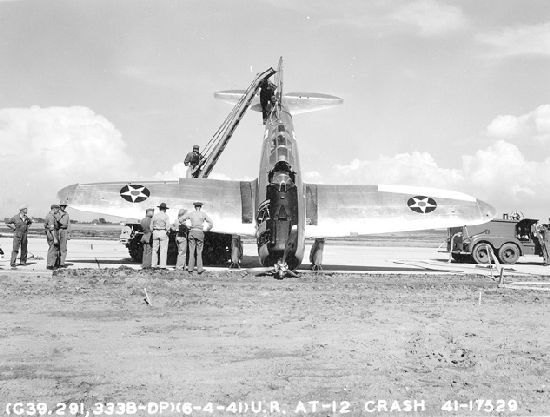
Авария AT-12

Из 20 A8V1 три были переданы в редакции газет: два самолёта для «Asahi Shimbun» (по одному в 1938 и 1941 годах), и один для «Tokyo Nichi-Nichi Shimbun».
Информация об участии A8V1 в боевых действиях на Тихом океане против сил союзников отсутствует.

### В США
50 2PA, предназначенные для поставки в Швецию, из-за эмбарго на экспорт военной техники остались в США и были приняты на вооружение как учебно-тренировочные самолёты. Так как к тому времени Прокофьев-Северский был отстранён от руководства фирмой и компания обрела новое название — Republic Aviation Corporation, то самолёты получили обозначение Republic AT-12 «Guardsman». В Воздушном корпусе Армии США на AT-12 сохранили вооружение и использовали его для обучения ведения огня пилотов и стрелков, а также для нанесения бомбовых ударов.

## Характеристики
Характеристики приведены для модификации с двигателем Pratt & Whitney R-1830

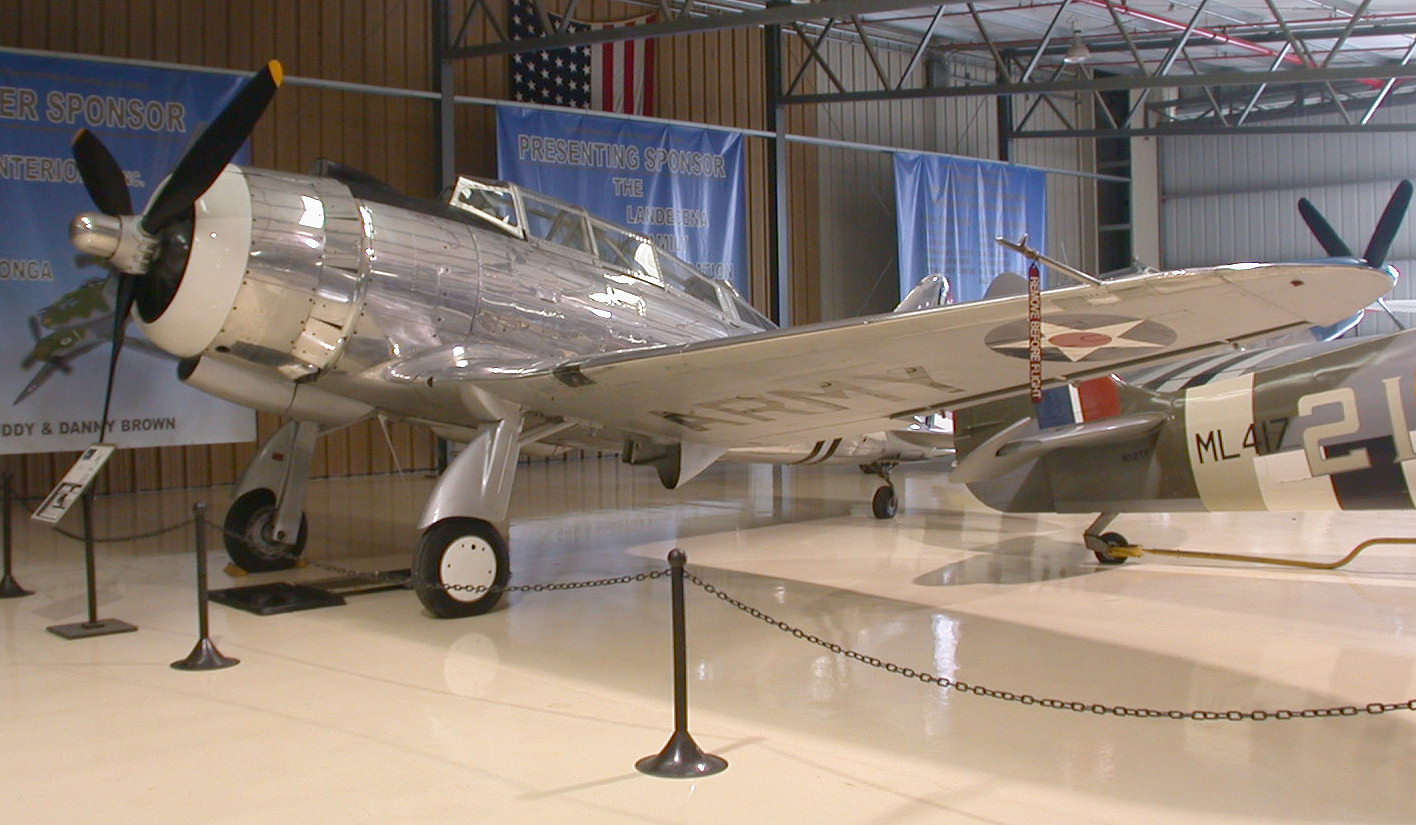
Republic AT-12 Guardsman в экспозиции музея «Planes Of Fame»

Источник данных: .

Технические характеристики
- Экипаж: 2 человека
- Длина: 8,20 м
- Размах крыла: 10,97 м
- Высота: 2,99 м
- Площадь крыла: 20,44 м²
- Масса пустого: 2 078 кг
- Максимальная взлётная масса: 3 474 кг
- Силовая установка: 1 × воздушного охлаждения радиальный R-1830

Лётные характеристики
- Максимальная скорость: 508 км/ч
- Перегоночная дальность: 3138 км

Вооружение
- Стрелково-пушечное: 4 х пулемёт 7,62 мм или 4 х пулемёт 12,7 мм Browning MG и 1 х пулемёт 7,62 мм на задней турели
- Бомбы: до 227 кг (500 фунтов) на подвеске

## Сохранившиеся самолёты
В настоящее время один из учебно-тренировочных самолётов AT-12 «Guardsman» в лётном состоянии находится в Planes of Fame Air Museum города Чино, Калифорния. Примечательно, что этот самолёт был восстановлен после аварии, произошедшей с ним в 1941 году.

## Стендовый моделизм
В 2009 году модель самолёта в масштабе 1:72 начала выпускать чешская фирма «Kora Models». Предлагается три варианта: «Seversky 2PA-B3 „Convoy Fighter“», «Seversky A8V1 „Dick“ Silver Shadows over Nanking» и «Seversky A8V1 „Dick“ over China».